# 저혈량성 쇼크

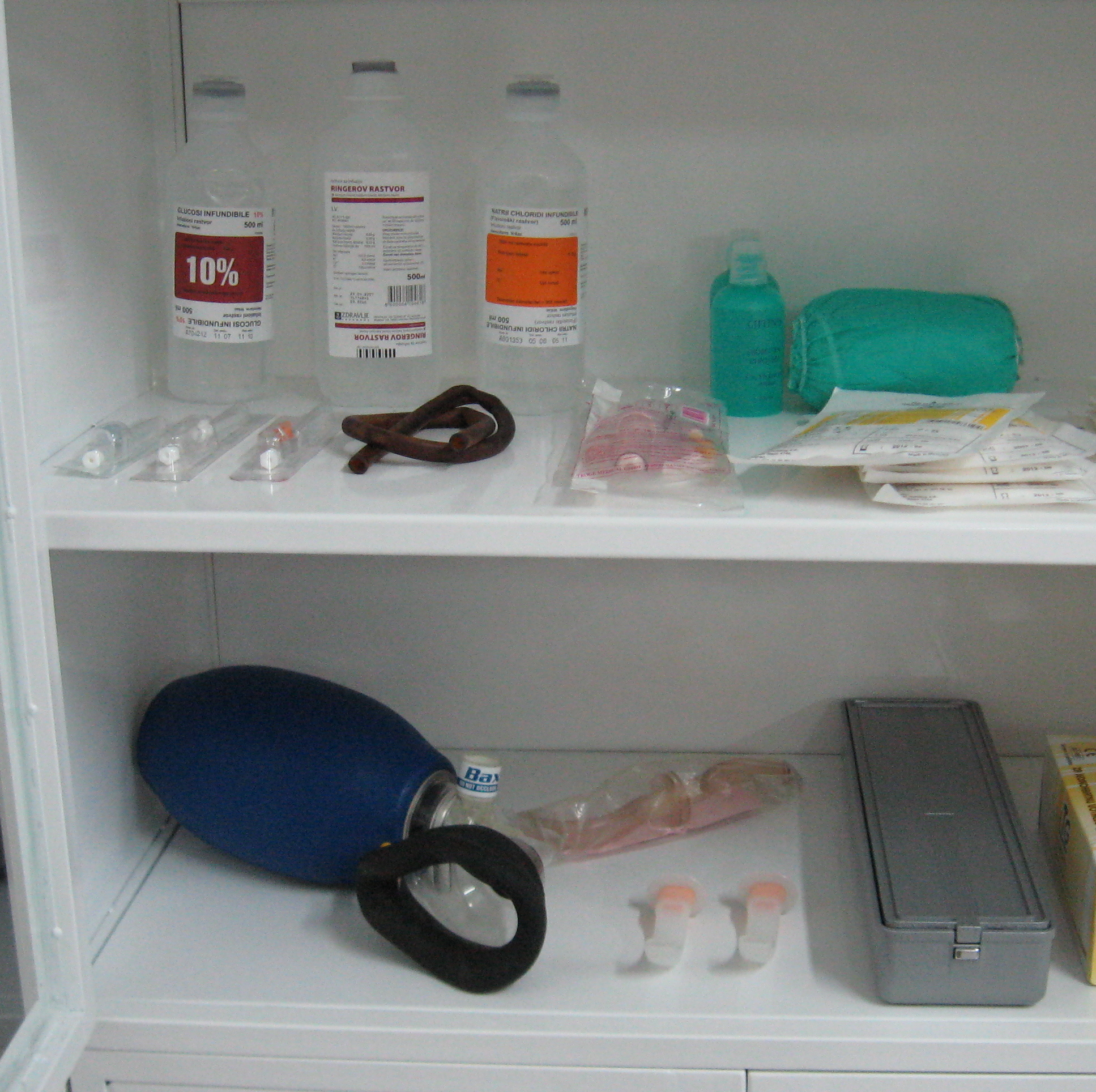

저혈량성 쇼크(低血量性 shock) 또는 저혈량 쇼크는 순환기 내에 체액이 부족하여 생기는 쇼크이다. 대개 출혈, 설사, 심한 구토 따위에 의해 발생할 수 있다.
저혈량성 쇼크는 출혈, 화상, 탈수 등을 일으킬 수 있다.
먼저 출혈로 인한 임상 증상은 15~25% 정도의 혈액량 소실이 있거나, 성인 정상 순환량의 약 500~1500ml 정도 혈액량이 부족할 때 나타난다. 혈량 감소가 30% 이상인 경우 보상기전 실패로 수액, 수혈 등의 혈액 대체요법이 필요하다. 혈량감소가 40% 이상인 경우 미세순환 내 자율조절기전이 상실하여 비가역적 조직파괴가 일어난다.
화상에 인한 저혈량성 쇼크는 부분층 화상이나 전층 화상이 있는 대상자에게 일어난다. 혈장이 혈관 내에서 간질강 내로 이동하며 발생한다. 체액의 손실이나 이동뿐만 아니라 심근억제인자(MDF)와 같은 혈관활성 폴리펩티드의 존재는 심부전을 초래한다. 기타요인으로 신증후군, 압상, 기아, 수술, 복강내 혈장액이 축적되는 상태(간경화, 췌장염) 등이 있다.
탈수는 구강 수분 섭취 감소나 과도한 체액 손실로 발생한다. 과다한 소변량과 지속적인 구토, 설사도 탈수를 초래한다. 만성 질환자, 특히 노인은 갈증 인식의 손상, 체액 유지불능과 부적적한 만성 상태(당뇨병) 또는 치료 식이요법에 대한 부적절한 모니터링(이뇨제 기인성 탈수) 등 때문에 위험이 증가한다.

## 같이 보기
- 빈혈
- 심잡음
- 에피네프린
- 패혈증

## 참고
- (개의 저혈량성 쇼크에 대한 응급 치료에 관한 연구 = Evaluation of Diagnostic Parameters and Emergency Treatment with Fluid Resuscitations in Canine Hypovolemic Shock Model-(수의학) 2008. 8 고재진) http://www.riss.kr/search/detail/DetailView.do?p_mat_type=be54d9b8bc7cdb09&control_no=90003693c1c22035ffe0bdc3ef48d419